# Gondenbrett

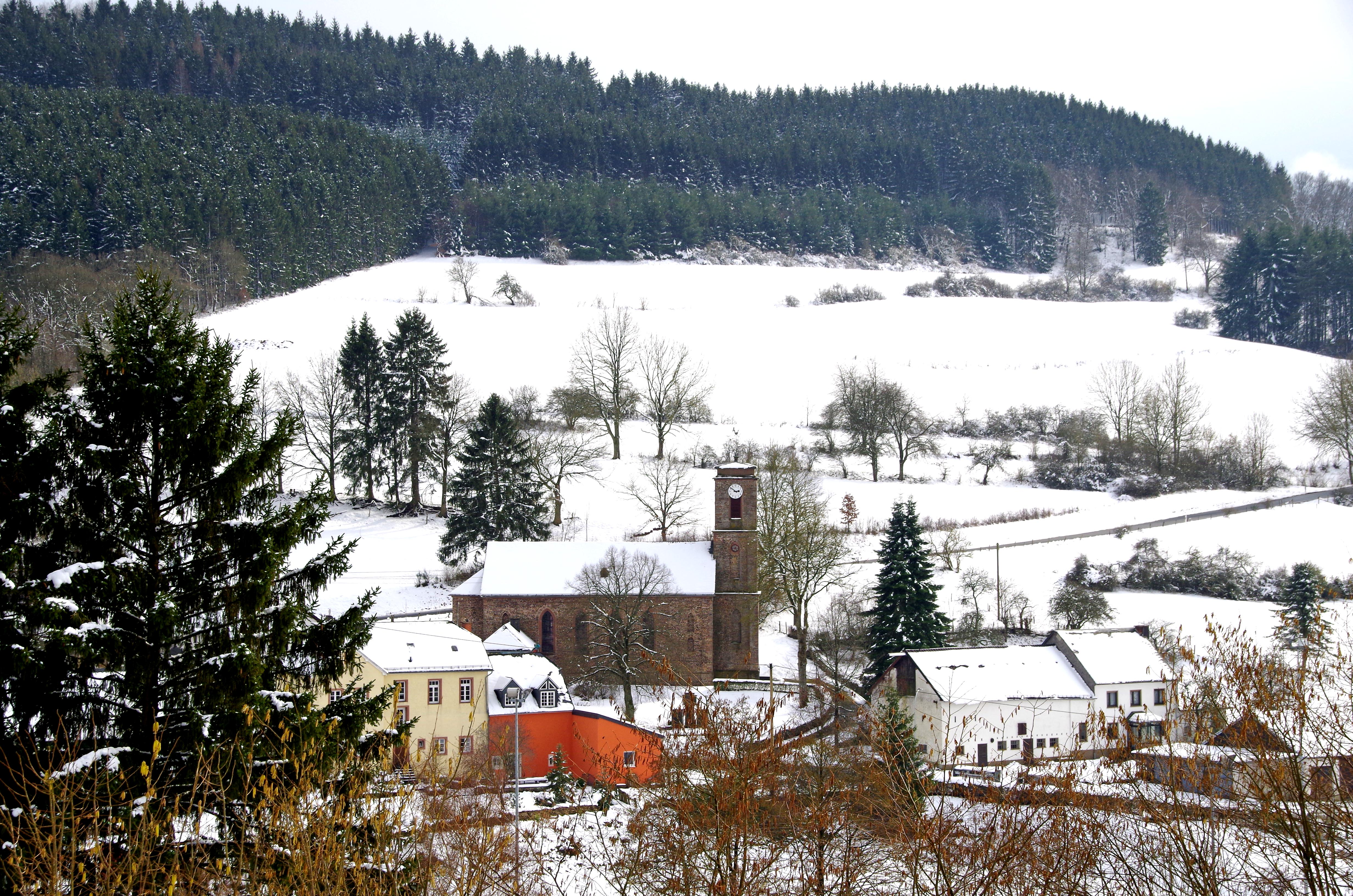
Gondenbrett mit St. Dionysiuskirche

Gondenbrett ist eine Ortsgemeinde im Eifelkreis Bitburg-Prüm in Rheinland-Pfalz. Sie gehört der Verbandsgemeinde Prüm an.

## Geographische Lage
Der Ort liegt im Mehlental am Fuße der Schneifel. Zur Gemeinde Gondenbrett gehören die Ortsteile Niedermehlen, Obermehlen und Wascheid, ein Teil der Siedlung Walcherath (Ortsteil von Prüm) sowie die Wohnplätze Mattelbusch und Blockhaus Schwarzer Mann.

## Geschichte
Die erste Erwähnung erfolgte im Prümer Urbar von 893. Zu dieser Zeit lagen Gunnebreth und Wassersceit rund drei bis vier Kilometer von der heutigen Ortslage entfernt auf dem Rücken der Schneifel. Im Mittelalter, als die Bewohner vor der Pest flohen, wurden beide Orte im Tal des Mehlenbachs neu errichtet.
Die heutige Gemeinde entstand am 1. Januar 1971 durch Neubildung aus den drei bis dahin eigenständigen Gemeinden Gondenbrett (damals 199 Einwohner), Mehlen bei Prüm (134) und Wascheid (175). Mehlen bei Prüm war bereits am 7. Juni 1969 durch Zusammenschluss der beiden Gemeinden Niedermehlen und Obermehlen entstanden.
Statistik zur Einwohnerentwicklung
Die Entwicklung der Einwohnerzahl von Gondenbrett bezogen auf das heutige Gemeindegebiet; die Werte von 1871 bis 1987 beruhen auf Volkszählungen:
| Jahr | Einwohner |
| ---- | --------- |
| 1815 | 384       |
| 1835 | 505       |
| 1871 | 584       |
| 1905 | 452       |
| 1939 | 534       |
| 1950 | 530       |
| 1961 | 499       |

| Jahr | Einwohner |
| ---- | --------- |
| 1970 | 514       |
| 1987 | 465       |
| 1997 | 525       |
| 2005 | 502       |
| 2011 | 446       |
| 2017 | 454       |
| 2023 | 480       |

## Politik

### Bürgermeister
Klaus Nägel wurde am 20. Oktober 2002 Ortsbürgermeister von Gondenbrett. Bei der Direktwahl am 26. Mai 2019 wurde er mit einem Stimmenanteil von 67,61 % für weitere fünf Jahre in seinem Amt bestätigt. Er wurde im Juni 2024 wiedergewählt.

### Wappen
| Wappen von Gondenbrett | Blasonierung: „Durch Wellenschnitt von Rot über Silber geteilt, oben auf grünem Boden ein schreitendes, golden nimbiertes, widersehendes silbernes Lamm, das an schwarzem Kreuzstab eine silberne Fahne trägt, darin ein durchgehendes rotes Kreuz, unten 2 gekreuzte blaue Schwerter mit goldenem Griff.“ |
| Wappen von Gondenbrett | Wappenbegründung: In Gondenbrett bestand eine Schultheisserei der Reichsabtei Prüm. Als Hinweis hierauf ist im oberen Schild das Salvatorlamm der Abtei mit Fahne aufgenommen. Der Wellenschnitt symbolisiert den Mehlenbach bei Gondenbrett. l572 zogen Kaiserliche Reiter durch die Eifel und plünderten und raubten. Es kam zu Gefechten zwischen den Reitern und der Bevölkerung. Als Hinweis auf den mutigen Einsatz der Bürger zur Verteidigung ihrer Heimat, stehen im unteren Schild zwei gekreuzte Schwerter. Die Feldfarben des Schildes sind die Farben der Abtei Prüm, zu der Gondenbrett über Jahrhunderte hin gehörte. |

## Sehenswürdigkeiten
- Große Teile des Schneifelrückens, der durch zahlreiche Wanderwege und im Winter durch eine Skipiste und mehrere Loipen erschlossen wird und dessen höchste Erhebung, der Schwarze Mann liegen auf dem Gebiet der Gemeinde
- Der Stausee bei Wascheid
- Das Wacholdergebiet zwischen Niedermehlen und Steinmehlen